# Mikel Pradera
Mikel Pradera Rodríguez (Mallavia, Vizcaya, 6 de marzo de 1975) es un exciclista español.

## Trayectoria
Como ciclista amateur se impuso en la Vuelta a Zamora de 1995. Debutó como profesional en 1999 con el equipo Euskadi. Ya en sus primeros años de profesional apuntó destellos de calidad como el 7.º puesto en la Dauphiné Libéré en 2000 o el 10.º en la Clásica de los Alpes. Resultados que le valieron para fichar por el equipo ONCE-EROSKI en el año 2001. 
Permaneció 3 años en el potente equipo amarillo, logrando una memorable actuación en el Tour de Francia 2002, contribuyendo a ganar la CRE y la clasificación por equipos de aquella edición. Esa misma temporada, fue convocado para disputar el Mundial de Zolder (Bélgica).
Perteneció a la última plantilla del equipo ONCE-EROSKI. En 2004, retornó a la estructura del Banesto, después de haber militado en su conjunto amateur en el año 1996 junto a corredores como Pablo Lastras, Carlos Sastre, Francisco Mancebo, Iban Mayo o Igor Astarloa. Estuvo un total de tres años en Illes Balears y Caisse d´Epargne. Finalizó su carrera en el conjunto Benfica.
Corredor fijo en las alineaciones de las grandes vueltas, es considerado uno de los mejores gregarios del pelotón internacional en la última década. Generoso en el trabajo en equipo, aprovechaba sus condiciones físicas para realizar buenas cronos en distancias cortas. 
No apareció en los titulares de los periódicos, sin embargo su labor como gregario es recordada y muy bien valorada en el pelotón profesional por allanar el camino al éxito a otros ciclistas que conocieron el sabor del triunfo como Joseba Beloki, Abraham Olano, Alejandro Valverde, Óscar Pereiro o José Azevedo.

## Palmarés
No consiguió ninguna victoria como ciclista profesional.

## Resultados en Grandes Vueltas y Campeonatos del Mundo
| Carrera         | Carrera         | 1999 | 2000 | 2001 | 2002  | 2003  | 2004 | 2005 | 2006 | 2007 | 2008 |
| --------------- | --------------- | ---- | ---- | ---- | ----- | ----- | ---- | ---- | ---- | ---- | ---- |
|                 | Giro de Italia  | ―    | ―    | ―    | ―     | ―     | ―    | ―    | 95.º | ―    | ―    |
|                 | Tour de Francia | ―    | ―    | 62.º | 76.º  | 58.º  | Ab.  | ―    | ―    | ―    | ―    |
|                 | Vuelta a España | ―    | ―    | ―    | 98.º  | 119.º | 83.º | 74.º | ―    | ―    | ―    |
| Mundial en Ruta | Mundial en Ruta | ―    | ―    | ―    | 133.º | ―     | ―    | ―    | ―    | ―    | ―    |

―: no participa
Ab.: abandono

## Equipos
- Euskadi (stagiaire) (1997)
- Euskaltel-Euskadi (1999-2000)
- ONCE-Eroski (2001-2003)
- Illes Balears/Caisse d'Epargne (2004-2006)
  - Illes Balears-Banesto (2004)
  - Illes Balears-Caisse d'Epargne (2005)
  - Caisse d'Epargne-Illes Balears (2006)
- Benfica (2007-2008)